# Try (Prova a rialzarti e vai)
Try (Prova a rialzarti e vai) è un singolo di Roberto Tardito, pubblicato nel 2015. 

## Il singolo
Il brano è una cover della canzone Try, pubblicata dalla cantante statunitense Pink nel 2012. Il brano avrebbe dovuto far parte dell'album Era una gioia appiccare il fuoco, pubblicato l'anno precedente, ma al termine della lavorazione venne deciso il taglio della canzone a favore di una pubblicazione successiva.

## Tracce
1. Try (Prova a rialzarti e vai) – 3:50 (Mike Busbee, Ben West)

## Formazione
- Fabrizio Barale: chitarre elettriche, chitarre acustiche
- Claudio Fossati: batteria
- Guido Guglielminetti: basso elettrico
- Roberto Tardito: voce, organo Hammond, prophet, cs-80